# عطب (قرية)
عطب قرية تقع في منطقة السكوت في الولاية الشمالية من السودان، يحد القرية قرية جنس من الشمال وقرية عمارة من الجنوب والنيل من الغرب وصحراء النوبة من الشرق.
أقصى امتداد لها من الشمال للجنوب 3كم، ومن الشرق إلى الغرب 0.5 (نصف) كلم.

## التضاريس
تكثر بها الجبال وخاصة في الجزء الجنوبي محاذية للنيل حتى أن المسافة التي تفصل بين النيل وبعض الجبال تصل إلى 125م، وتصل المسافة بين النيل والجبال في شمال القرية إلى 760م.

## النشاط السكاني
الزراعة. حيث تكثر بها الجزر الزراعية فتصل إلى 16 جزيرة متفاوتة الحجم والمحصول.
الرعي. والقليل منهم يرعى الضأن والماعز.
التجارة. وهم الرواد في هذا المجال، حيث كانوا قديماً يتاجرون بالسفن على النيل، والناس ينتظرون حتى ترسو السفينة ليشتروا من البضاعة ما شاؤوا، ولكنهم الآن يتاجرون بالسيارات، ويتاجر أغلبيتهم في سوق مدينة عبري القريب من القرية.

## المدن الأقرب للقرية
قرية عمارة، وتحاذيها من الجنوب.
مدينة عبري، وتحاذي قرية عمارة من الجنوب.